# Lautertal (Odenwald)
Lautertal é um município da Alemanha, situado no distrito de Bergstrasse, no estado de Hesse. Tem 30,76 km² de área, e sua população em 2019 foi estimada em 7.157 habitantes.